# 小泉今日治
小泉今日治（こいずみ　きょうじ）は元スクウェア・エニックス、現グレッゾ所属のゲームデザイナー。愛称はキョン。スクウェア・エニックス在籍時に中期以降の『サガシリーズ』のバトルデザインを作り上げている。

## 来歴・人物
元々はコンピュータゲームに興味が無かったが、『ウィザードリィ』や『ブラックオニキス』といった海外のコンピュータRPGに触れたことが興味をもつきっかけとなった。そして『ファイナルファンタジーII』に感銘を受け、1991年にスクウェアに入社。
1993年発売の『ロマンシング サ・ガ2』でバトルデザインを担当し、同シリーズのバトルを手がける。連携や陣形を筆頭に『サガシリーズ』独自のバトルバランスを組み上げていった。また、敵モンスターのデザインを戦闘に反映させることでも知られる。たとえば、盾を持たせると盾による防御を行い、大きくデザインするとHPを高くするなどである。そのため、小泉が敵を強くしすぎないよう、デザイナーはモンスターデザインにも気を遣うという。
また、自身が楽しめるような作品を作ることをモットーとしており、事実、自身でもゲームプレイのバトルを楽しめるように複雑な内部パラメータを使用したバトルシステムを構築しているとのこと。そして、同じシステムを次に使いまわすことを避け、作品ごとになるべく新しいシステムを盛り込むようにしている。
主なコンセプトは「ゲームらしいゲームを作る」というもので、『ロマンシング サ・ガ3』の頃から「プレイヤーがゲームをプレイしながら作れるようなエディタ」を作りたいとの構想を持っている。また、ゲームの面白さの本質はハードの性能の影響と比べて小さいという考えを持つ。
母親は『ロマンシング サガ -ミンストレルソング-』の最終ボス（通常版）を楽に倒せるほどの腕前であり、これを見て海外版では少し最終ボスを強くしたという。最終ボスに関しては「勝率は6割程度」のバランスにしたいとのこと。
また、『アンリミテッド:サガ』のシナリオ（ルビィ編）も基本的な部分を手がけており、他の全シナリオの要素が絡む点などは『サガフロンティア裏解体真書』に掲載されている小説のストーリーに強く影響されている。

## 代表作
- ファイナルファンタジーIV：「かいはつしつ」内に登場
- ロマンシング サ・ガ2：バトルデザイン・バトルデータ
- ロマンシング サ・ガ3：バトル/ゲームデザイン
- サガ フロンティア：バトルデザイン
- サガ フロンティア2：バトルディレクター
- ブルーウィングブリッツ：ディレクター（岩崎秀雄、小泉今日治、篠宮淳一による共同ディレクション）
- アンリミテッド:サガ：ゲームデザイン・ルビィ編シナリオ
- ロマンシング サガ -ミンストレルソング-：バトルデザイン
- ゼルダの伝説 時のオカリナ 3D：プランニング
- レジェンド オブ レガシー：ゲームデザイン
- ゼルダの伝説 ムジュラの仮面 3D：プランニング
- アライアンス・アライブ：ゲームデザイン
- Ever Oasis 精霊とタネビトの蜃気楼:ゲームシステムデザイン
- アークオブアルケミスト:システムアドバイザー